# Bourg-d’Oueil
Bourg-d’Oueil – miejscowość i gmina we Francji, w regionie Oksytania, w departamencie Górna Garonna.
Według danych na rok 1990 gminę zamieszkiwało 19 osób, a gęstość zaludnienia wynosiła 2 osób/km² (wśród 3020 gmin regionu Midi-Pireneje Bourg-d’Oueil plasuje się na 1044. miejscu pod względem liczby ludności, natomiast pod względem powierzchni na miejscu 1128.).